# Glucosamina
La glucosamina (C6H13NO5) es un amino-azúcar que actúa especialmente como precursor en la glicosilación de las proteínas y de los lípidos. La glucosamina se encuentra principalmente en el exoesqueleto de los artrópodos, en la pared celular de los hongos y en otros muchos organismos, siendo uno de los monosacáridos más abundantes. Se sintetiza comercialmente mediante la hidrólisis de exoesqueletos de crustáceos. La glucosamina también es utilizada de forma bastante común en el tratamiento de la artritis y la artrosis, a pesar de que su aceptación como medicamento terapéutico sea variable. Aparece en la literatura también como quitosamina. Las glucosaminas no deben confundirse con las glucosilaminas.

## Función
Producir sustancias que están involucradas en la formación de tendones, ligamentos, cartílago, y el líquido sinovial o líquido articular.

## Bioquímica
La glucosamina fue identificada por primera vez en el año 1876 por el Dr. Georg Ledderhose, pero su estereoquímica no fue completamente definida hasta 1939 por el trabajo de Walter Norman Haworth. La D-glucosamina se elabora naturalmente en forma de glucosamina-6-fosfato, y es un precursor de todos los compuestos nitrogenados que contienen azúcar. De forma específica, la glucosamina-6-fosfato se sintetiza a partir de la fructosa-6-fosfato y la glutamina como primer paso de la ruta biosintética de las hexosaminas. El producto final de esta ruta es la UDP-N-acetilglucosamina (UDP-GlcNAc), que es empleada en la elaboración de glicosaminoglicanos, proteoglicanos y glucolípidos.

## Efectos en las plantas
Cuando las plantas son infectadas por un hongo, sintetizan una enzima llamada quitinasa, que degrada la quitina, principal componente de la pared de las células del hongo. Pero no todas las plantas producen quitinasa.
Se ha demostrado que la presencia de glucosamina (monómero de la quitina) en la composición del suelo provoca un aumento de tricomas absorbentes, lo cual da lugar a un aumento del vigor de la planta. La primera reacción que se observa es un fortalecimiento de los ápices que toman un color verde intenso, con el borde de las hojas ligeramente rizado. Esto se debe a que la glucosamina induce en la planta una respuesta semejante a la que daría lugar si intentara defenderse de un ataque por hongos, nemátodos o insectos, lo cual da lugar al aumento de vigor. No se produce un crecimiento excesivo, como puede ocurrir con aporte de aminoácidos o abonos nitrogenados.

## Efectos para la salud
La glucosamina oral se emplea en el tratamiento de la artritis y la artrosis. Como la glucosamina es el precursor de los glicosaminoglicanos y los proteoglicanos, se puede decir que favorecen al desarrollo de los tejidos cartilaginosos. La glucosamina servida como suplemento dietético se emplea también en la reconstrucción de los cartílagos.
Su empleo en la osteoartritis es aparentemente seguro, como muestran los resultados obtenidos hasta el momento en diversos ensayos clínicos.
Dado que la artritis y la osteoartritis son enfermedades autoinmunes en las cuales la glucosamina ha demostrado su efecto beneficioso, se está ensayando su efecto inmunomodulador en otras enfermedades autoinmunes, como en el modelo animal de la esclerosis múltiple, la EAE.
Un metanálisis publicado en el British Medical Journal el 2010 ha mostrado que es ineficaz en el tratamiento a pacientes con osteoartritis de cadera o rodilla.
Un nuevo estudio publicado en 2014 demuestra que la suplementación con glucosamina no produce beneficios estructurales en personas con dolor crónico de rodilla.

## Interacciones
La glucosamina puede hacer descender la efectividad de determinados fármacos empleados en el tratamiento de la diabetes, tales como la gliburida (DiaBeta, Glynase, Micronase), la glipizida (Glucotrol), la glimepirida (Amaryl), la acarbosa (Precose), la nateglinida (Starlix), la metformina (Glucophage), la pioglitazona (Actos), la rosiglitazona (Avandia) y la insulina. El hidrocloruro de glucosamina puede disminuir también la efectividad de algunos fármacos empleados en el tratamiento del cáncer, como pueden ser el etopósido (VP16, Vepesid) y la doxorrubicina (Adriamicina).